# Cheng Xunzhao
Pour les articles homonymes, voir Cheng.
Cheng Xunzhao est un judoka chinois né le 9 février 1991. Il a remporté une médaille de bronze en moins de 90 kg aux Jeux olympiques d'été de 2016 à Rio de Janeiro.